# جون جونز (لاعب كرة قدم)
جون جونز (بالإنجليزية: John Jones)‏ (1 يناير 1848 - ) هو لاعب كرة قدم بريطاني (وحمل سابقاً جنسية المملكة المتحدة لبريطانيا العظمى وأيرلندا) في مركز حراسة المرمى. لعب مع نادي أوزورتي تاون ‏ وDruids F.C. ‏.